# Liga de Fútbol Americano Profesional
Die Liga de Fútbol Americano Profesional (LFA, deutsch: Professionelle American-Football-Liga) ist eine mexikanische American-Football-Liga. Die professionelle Liga wurde 2016 gegründet. Das Finale der Liga ist der Tazón México (engl. Mexico Bowl).
Die Teams der LFA sind im Besitz der Liga. Seit 2018 werden die Teams für drei Jahre an einen Betreiber vergeben, der 75 % des Eigentums an den Teams übernimmt, die restlichen 25 % verbleiben bei der Liga. Pro Mannschaft besteht ein Salary Cap. Die Anzahl der erlaubten Importspieler stieg von zwei 2017 auf zehn 2022 und 16 in der Saison 2025.
Am 31. Oktober 2023 kündigte die LFA die Gründung einer professionellen Frauen-Flag-Football-Liga an. Jede der zehn LFA-Franchises wird durch regionale Turniere eine Mannschaft aufstellen, die den nationalen Meister ausspielen.

## Geschichte

### Gründung und erste Jahre (2016 bis 2018)
Die LFA wurde von Juan Carlos Vázquez initiiert, einem Sportkommentator von Fox Sports Lateinamerika. Vázquez sammelte Investoren zur Gründung einer neuen Liga, 20 Jahr nach der Auflösung der letzten professionellen American-Football-Liga in Mexiko, der 1996 aufgelösten Liga Master. Vázquez wurde Präsident der LFA.
Die Liga startete 2016 mit vier Mannschaften aus Mexiko-Stadt in ihre erste Saison. Alle Spiele wurden im Estadio Jesús Martínez "Palillo" ausgetragen. In einer relativ ausgeglichenen Spielzeit wurden die Mayas erster Meister der LFA. 2017 wurde die Liga um zwei Mannschaften erweitert, die Dinos aus Saltillo und die Fundidores aus Monterrey. Mit den Raptors, die ins nordwestlich von Mexiko-Stadt gelegene Naucalpan umzogen, bildeten diese Mannschaften die neue Nord Division, die Mannschaften aus Mexiko-Stadt bildeten die Zentrale Division. Im Finale trafen die Sieger der beiden Divisionen aufeinander. Diesen Tazón México II konnten erneut die Mayas für sich entscheiden, sie besiegten die Dinos mit 24:18.
Ende Oktober 2017 trat Vázquez als Präsident zurück. Er wurde durch Guillermo Ruiz Burguete ersetzt, der das neu geschaffene Amt des Commissioners übernahm, aber nur drei Monate im Amt verblieb. Das Amt wurde vorerst nicht neu besetzt, das operative Geschäft übernahm der Präsident des Verwaltungsrats Óscar Pérez. In Vorbereitung auf die Saison 2018 vergab die Liga erstmals Franchises an Betreiber. So wurden die Eagles an Marco Antonio Conde vergeben, den Direktor der privaten Universidad del Conde de Coatepec in Veracruz. Die Mannschaft übernahm den Namen Mexicas der Sportmannschaften dieser Universität. Trotz einer Kontroverse nach einer Spielabsage am dritten Spieltag zogen die Mexicas in den Tazón México III ein. Das Endspiel wurde erstmals im Estadio Azul ausgetragen und hatte 15.000 Zuschauer. Die Mexicas besiegten die Raptors mit 17:0.
| Saison | Teams | Spiele           |
| ------ | ----- | ---------------- |
| 2016   | 04    | 12+1             |
| 2017   | 06    | 21+3             |
| 2018   | 06    | 21+3             |
| 2019   | 08    | 32+3             |
| 2020   | 08    | 20 (abgebrochen) |
| 2021   | 06    | entfallen        |
| 2022   | 07    | 21+5             |
| 2023   | 10    | 50+5             |
| 2024   | 09    | 36+5             |
| 2025   | 08    |                  |

### Konkurrenzliga und Covid-19-Pandemie (2019 bis 2021)
Im August 2018 gründeten Investoren, die ursprünglich an der LFA beteiligt waren, die Konkurrenzliga Fútbol Americano de México (FAM). Im Gegensatz zur LFA setzt die FAM auf unabhängige Teams. Unter dem neuen Commissioner Alejandro Jaimes Trujillo, vereinbarte die LFA Ende 2018 eine Kooperation mit der Canadian Football League (CFL). So hielt die CFL am 14. Januar 2019 einen Draft für LFA-Spieler ab, die LFA zuvor einen Draft für kanadische Spieler. Geplante CFL-Spiele in Mexiko kamen dagegen nicht zustande. Zur Saison 2019 wurde die LFA auf acht Mannschaften erweitert, wobei ursprünglich zehn Teams geplant waren. Neu waren die Osos aus Toluca in der Division Nord und die Artilleros aus Puebla, die in der Central Division spielten. Erstmals stand das Estadio Jesús Martínez "Palillo" nicht mehr für LFA-Spiele zur Verfügung. Das Finale gewannen die Condors gegen die Raptors mit 20:16.
Zur Saison 2020 wurde der Meister der FAM 2019, die Pioneros aus Santiago de Querétaro in die LFA aufgenommen. Die Mayas sollten nach Puebla umziehen, mangels Investor legte das Team aber eine Spielpause ein. Die Saison 2020 musste nach fünf Spieltagen wegen der Covid-19-Pandemie abgebrochen werden. Auch die Saison 2021 wurde schlussendlich abgesagt.

### Weitere Expansion und Konsolidierung (seit 2022)
Die Saison 2022 begann am 4. März 2022. Die Liga nahm zwei neue Franchises in die Liga auf, die Reyes aus Guadalajara und die Galgos aus Tijuana. Neben den Mayas wurden auch die Osos und die Artilleros stillgelegt. Die Pioneros gingen in die FAM zurück. Im November 2021 zogen die Condors nach Querétaro um; Anfang Februar 2022 gab die Liga bekannt, dass Team in Gallos Negros umbenannt wird und als neue Frachise gilt. Damit verbleibt nur noch ein Team (Mexicas) in Mexiko-Stadt. Die sieben Mannschaften sind in sieben verschiedenen Bundesstaaten beheimatet. Die reguläre Saison mit sechs Spielen pro Mannschaft gewannen die Dinos. Der Tazón México V fand erstmals außerhalb Mexiko-Stadts in Tijuana an der Grenze zu den USA statt. Das Finale trafen die Fundidores, Zweiter der regular season, auf die Gallos Negros, die sich als Sechster der regulären Saison gerade noch für die Play-offs qualifiziert hatten. Die Fundidores gewannen mit 18:14 ihren ersten Titel.
In der Halbzeitpause des Finales 2022 wurden die Rarámuris aus Chihuahua als neues Team vorgestellt. Die Rarámuris waren ursprünglich als Expansionsteam der Konkurrenzliga FAM gegründet worden, ihre Premierensaison 2021 fiel aber wegen der Covid19-Pandemie aus. Nach der regulären Saison der FAM gab das Team des FAM-Hauptsponsors, die Rojos CDMX, bekannt, 2023 unter dem Namen Reds eine zusätzliche Mannschaft in der LFA zu stellen. Die Rojos gewannen anschließend den Titel der FAM. Die FAM stellte schließlich am 30. September 2022 den Betrieb ein. Mitte Oktober 2022 nahm die LFA die FAM-Franchises Jefes de Ciudad Juárez sowie Caudillos de Chihuahua in die LFA auf. Dagegen verschoben die Rarámuris ihren Einstieg in die LFA. Die Caudillos legten dabei eine perfekte Saison hin und gewannen den Tazon México VI vor heimischem Publikum in Chihuahua.
Im Januar 2024 gaben die Reds bekannt, aus finanziellen Gründen in der Saison 2024 zu pausieren, kehrten später aber aus der Pause nicht mehr zurück. Die LFA spielte die Saison 2024 mit neun Mannschaften. Meister wurden erneut die Caudillos. 
Im Januar 2025 übernahm eine US-amerikanische Investorengruppe unter Führung des früheren NFL-Profis Ryan Kalil und des ehemaligen NBA All-Star Blake Griffin die Fundidores und benannten sie in Osos um. Die Jefes und die Galgos teilten mit, aus finanziellen Gründen eine einjährige Pause einzulegen. Dafür kehrte die Liga nach Puebla zurück, wo die Arcángeles starten. Die Saison 2025 startet mit acht Mannschaften am 2. Mai 2025.

## Mannschaften
| Mannschaft | Mannschaft                 | Standort                         | Spielzeiten |
| ---------- | -------------------------- | -------------------------------- | ----------- |
|            | Caudillos de Chihuahua     | Chihuahua, Chihuahua             | seit 2023   |
|            | Dinos de Saltillo          | Saltillo, Coahuila               | seit 2017   |
|            | Osos de Monterrey **)      | Monterrey, Nuevo León            | seit 2017   |
|            | Gallos Negros de Querétaro | Santiago de Querétaro, Querétaro | seit 2022   |
|            | Mexicas CDMX *)            | Mexiko-Stadt                     | seit 2016   |
|            | Raptors de Naucalpan       | Naucalpan, Mexico ***)           | seit 2016   |
|            | Reyes de Guadalajara       | Guadalajara, Jalisco             | seit 2022   |
|            | Arcángeles de Puebla       | Puebla, Puebla                   | ab 2025     |

### Ehemalige Mannschaften
| Mannschaft | Mannschaft | Standort                         | Spielzeiten | Anmerkung                           |
| ---------- | ---------- | -------------------------------- | ----------- | ----------------------------------- |
|            | Mayas      | Mexiko-Stadt                     | 2016–19     |                                     |
|            | Osos       | Toluca de Lerdo, Mexico          | 2019–20     |                                     |
|            | Artilleros | Puebla, Puebla                   | 2019–20     |                                     |
|            | Condors    | Mexiko-Stadt                     | 2016–20     | wurde zu Gallos Negros in Querétaro |
|            | Pioneros   | Santiago de Querétaro, Querétaro | 2020        | bis 2019 und ab 2022 FAM            |
|            | Rarámuris  | Chihuahua, Chihuahua             | –           | Geplanter Einstieg verschoben       |
|            | Reds       | Mexiko-Stadt                     | 2023        | bis 2022 FAM                        |
|            | Jefes      | Ciudad Juárez, Chihuahua         | 2023–2024   | bis 2022 FAM, pausiert 2025         |
|            | Galgos     | Tijuana, Baja California         | 2022–2024   | pausiert 2025                       |

## Tazón México
| Spiel | Datum          | Spielort                                                   | Sieger                   | Ergebnis | Verlierer                  | Zuschauer |
| ----- | -------------- | ---------------------------------------------------------- | ------------------------ | -------- | -------------------------- | --------- |
| I     | 10. April 2016 | Estadio Jesús Martínez “Palillo”, Mexiko-Stadt             | Mayas Ciudad de México   | 29:13    | Raptors Ciudad de México   | 3.000     |
| II    | 30. April 2017 | Estadio Jesús Martínez “Palillo”, Mexiko-Stadt             | Mayas Ciudad de México   | 24:18    | Dinos de Saltillo          | 3.000     |
| III   | 22. April 2018 | Estadio Azul, Mexiko-Stadt                                 | Mexicas Ciudad de México | 17:0     | Raptors de Naucalpan       | 15.000    |
| IV    | 12. Mai 2019   | Estadio Azul, Mexiko-Stadt                                 | Condors Ciudad de México | 20:16    | Raptors de Naucalpan       | 18.000    |
| V     | 17. Mai 2020   | Estadio Universitario BUAP, Puebla                         | abgesagt                 | abgesagt | abgesagt                   | abgesagt  |
| V     | 21. Mai 2022   | Estadio Caliente, Tijuana                                  | Fundidores de Monterey   | 18:14    | Gallos Negros de Querétaro | 11.000    |
| VI    | 10. Juni 2023  | Estadio Olímpico Universitario José Reyes Baeza, Chihuahua | Caudillos de Chihuahua   | 10:0     | Dinos de Saltillo          | 18.930    |
| VII   | 8. Juni 2024   | Estadio La Corregidora, Santiago de Querétaro              | Caudillos de Chihuahua   | 34:14    | Raptors de Naucalpan       | 10.000    |

## Ewige Tabelle
| Team                       | Sz | Reguläre Saison | Reguläre Saison | Reguläre Saison | Reguläre Saison | Reguläre Saison | Reguläre Saison | Playoffs | Playoffs | Playoffs | Playoffs | Playoffs | Playoffs |
| Team                       | Sz | Sp              | S               | N               | SQ              | P+              | P−              | Sp       | S        | N        | SQ       | P+       | P−       |
| -------------------------- | -- | --------------- | --------------- | --------------- | --------------- | --------------- | --------------- | -------- | -------- | -------- | -------- | -------- | -------- |
| Raptors de Naucalpan       | 8  | 57              | 35              | 22              | 0.614           | 1386            | 1073            | 11       | 5        | 6        | 0.455    | 234      | 245      |
| Dinos de Saltillo          | 7  | 51              | 28              | 23              | 0.548           | 1000            | 1016            | 7        | 2        | 5        | 0.286    | 91       | 128      |
| Caudillos de Chihuahua     | 2  | 20              | 20              | 0               | 1.000           | 414             | 302             | 4        | 4        | 0        | 1.000    | 98       | 46       |
| Eagles/Mexicas CDMX        | 8  | 57              | 27              | 30              | 0.474           | 1196            | 1152            | 5        | 2        | 3        | 0.400    | 86       | 95       |
| Fundidores de Monterrey    | 7  | 51              | 24              | 27              | 0.471           | 1193            | 1104            | 7        | 4        | 3        | 0.571    | 166      | 175      |
| Mayas CDMX                 | 4  | 28              | 20              | 8               | 0.714           | 711             | 544             | 5        | 3        | 2        | 0.600    | 123      | 94       |
| Condors CDMX               | 5  | 33              | 16              | 17              | 0.485           | 750             | 835             | 2        | 2        | 0        | 1.000    | 38       | 29       |
| Reyes de Guadalajara       | 3  | 24              | 11              | 13              | 0.458           | 503             | 708             | 3        | 1        | 2        | 0.333    | 31       | 46       |
| Galgos de Tijuana          | 3  | 24              | 8               | 16              | 0.333           | 397             | 568             | 1        | 0        | 1        | 0.000    | 3        | 15       |
| Artilleros de Puebla       | 2  | 13              | 7               | 6               | 0.538           | 252             | 238             |          |          |          |          |          |          |
| Reds CDMX                  | 1  | 10              | 6               | 4               | 0.600           | 259             | 189             | 1        | 0        | 1        | 0.000    | 10       | 17       |
| Gallos Negros de Querétaro | 3  | 24              | 5               | 19              | 0.208           | 387             | 655             | 3        | 2        | 1        | 0.667    | 55       | 41       |
| Jefes de Ciudad Juárez     | 2  | 18              | 4               | 14              | 0.222           | 341             | 465             | 1        | 0        | 1        | 0.000    | 26       | 30       |
| Osos de Toluca             | 2  | 13              | 3               | 10              | 0.231           | 184             | 342             |          |          |          |          |          |          |
| Pioneros de Querétaro      | 1  | 5               | 1               | 4               | 0.200           | 40              | 103             |          |          |          |          |          |          |

Abkürzungen:
Spielzeiten, Spiele, Siege, Niederlagen, SQ Siegquote, P+ erzielte Punkte, P− gegnerische Punkte